# 우역 (전염병)

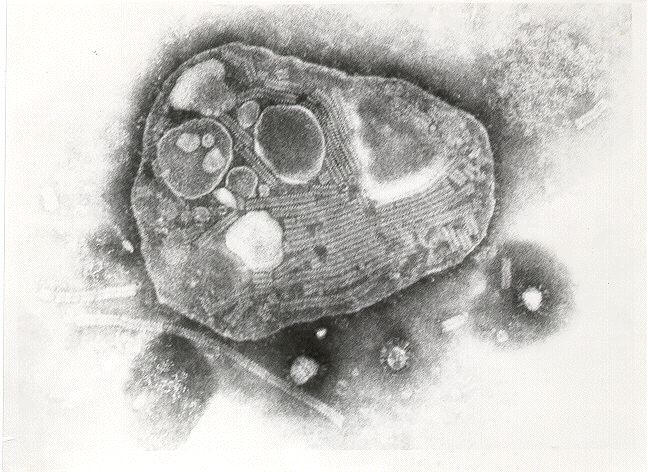

우역 (Rinderpest,牛疫)은 바이러스성 감염 질환이다. 2001년에 마지막 감염 사례가 발견되었고 2011년에 유엔은 우역이 멸종했음을 선언하여, 전 세계에서 천연두 이후로 멸종한 전염병 가운데 하나이다.

## 같이 보기
- 리프트밸리열
- 천연두